# 胶东战役
胶东战役是第二次国共内战期间的1947年9月至12月，國民革命軍胶东兵团（第一兵團）由范漢傑领导，在山东省为攻占胶东解放区发起的一系列战役。中国人民解放军华东野战军和中共地方武装经过数月苦战，以弱势兵力打赢战争，保住胶东解放区。国军未能达成对山东解放区的重点进攻，改变了山东战场的战略态势。中华人民共和国方面又称为胶东保卫战。
中华人民共和国方面细分为胶东阻击战、胶河反击战（胶河战役）、胶高追击战、莱阳战役。

## 背景
1947年8月，为“贯彻统帅部第三个战略目的——截断共军的国际交通线”，蒋介石“决定以胶东为作战目标"，集中兵力，实行陆、海、空三军联合作战。陆军总司令部徐州司令部以6个整编师20个整编旅，配属重炮第13团、工兵第2、第15团、装甲炮营、战车营、宪兵第17团及4个保安总队，组成第一兵团（胶东兵团），1947年5月下旬调陆军副总司令兼徐州司令部副司令兼郑州指挥所主任范汉杰任第一兵团司令官（兼陆军副总司令兼徐州司令部副司令），采取“锥形突进，分段攻击；并在海、空军密切支援下，求匪主力于胶东半岛尖端，予以歼灭"的方针，力争1个月内结束胶东战事。
- 第一兵团
  - 整编第8师
  - 整编第9师
  - 整编第25师
  - 整编第45师
  - 整编第54师
  - 整编第64师
- 海军：九月初旬，以海防各舰队主力加强胶东封锁，断其海上运输及退路；并自9月13日起，将永积、永顺、长治等舰先后集结莱州湾。
- 空军：以青岛、济南及徐州为基地，分驻作战部队，支援陆、海军战斗。总计各型飞机69架。另空军总部直辖之空军第12中队，负责将山东半岛各重要点线实施侦察照相。
  - 青岛基地：空军第5大队第27中队P-51型战斗机12架，空军第1大队第4中队B-25型轰炸机6架，空军第2大队C-46型运输机8架，空军第1大队C-48型运输机1架、PT-19型联络机2架。
  - 济南基地：空军第3大队第28中队P-51型机12架。
  - 徐州基地：空军第1大队第1中队P-52型机4架，空军第3大队第7及第8中队P-51型机24架。
- 外围战役配合部队
  - 整编第73、第12师，防御济南及其周围地区
  - 整编第11、第75师集结莱芜、济南，准备支援中原战场对抗千里跃进大别山的刘邓大军
  - 整编第83师及整编第65师之整编第187旅，清剿鲁中山区；
  - 整编第20、第59、第72、第77师，防守兖州、徐州线并清剿鲁南山区；
  - 整编第28师防御临沂及陇海路徐州、海州段。

1947年9月15日，中央军委就《目前各战区的作战情况》致电彭、刘邓、陈粟、陈谢、饶黎谭等，指出，在整个南线战场，
“目前只有胶东方面敌尚维持十五个旅左右的攻势，该区尚有一个时期是困难的，但估计只要陈粟、刘邓、陈谢三方面再打几个胜仗，中原及长江发生更大震动之后，胶东敌军将被迫大批南撤。只要我军不打无准备无把握之仗，每战均能歼敌一部(不论多少)，就能改变该区形势。”
关于处在胶东外线的2、7纵行动问题，9月16日，军委致电陈粟，饶黎，许谭：
“我们认为震林所率二、七两纵目前不宜离开滨海，只要该区有粮食，就应留在该区打些小胜仗；即使一二个月不打胜仗，只要不打败仗就好。如地区狭小，不便集中行动，则以纵队或以旅为单位，暂时分散在诸城、莒县、沂水、临朐、日照等县广大乡村也有利，一可钳制八十三师、二十八师、四十五师等部，二可策应胶东内线。大约坚持一个月至多两个月，局势就会变化。如二、七纵出鲁南或苏北，则八十三师、二十八师等部必跟去，亦不见得容易歼灭，对于胶东则减少直接配合作用。胶东方面敌至多使用十二个旅进攻，而在占领平度、掖县、莱阳、龙口、招远、蓬莱、黄县诸城，留出大量守备兵力之后，其机动兵力就不多了，利于我军各个歼敌。一个月后，敌有很大可能调起一部兵力，故该方面只要我军不打败仗，局势亦可能好转。
9月20日，饶黎等致电谭震林和华野二纵司令员韦国清：
“胶东同志均希望能在敌深入莱阳、栖霞、招远和敌后方空虚时，你们主力能挺入胶东，进到胶高一带作战，牵制并打乱敌人部署，便利前后夹击。”
9月22日，陈粟致电谭震林、韦国清：
“如能集中二、七纵及独师、十师等共八个师（二十二个团）全力向胶东敌后进击，作用更大。”望遵中央指示及华东局饶、黎20日电精神，“依据当前敌情坚决向胶东敌侧后进军。”
据此，9月24日谭震林率第二、七纵由诸城五莲山区北上。
关于处在胶东内线的第九、第十三纵队行动问题，9月24日饶漱石、黎玉、许世友报告中央：
“我们本拟继续在内线作战一个时期，但因牙山以东伤员、家属五六万，无法回旋，前面又有大批难民拥到主力与指挥机关附近，影响作战，如继续在内线作战吸敌向东既不便作战，又增加以后困难，且主力转移有困难，故我乘道头胜利及敌向招露前进时，出其不意向敌后转移。”
据此，9月25日晚华野九纵进至掖县东南的大泽山区；13纵2个师于25日进抵掖县东北朱桥镇，26日晚南下与9纵会合。13纵另1个师则留在莱(阳)烟(台)公路继续同范汉杰部周旋。9、13纵主力在大泽山停留4天后，13纵继续留在大泽山区，9纵则取道胶河潍河间南下。10月1日，东兵团2、7 、9纵在胶济路北朱阳会师。
范汉杰发现华东野战军东兵团内线主力西转后，判断为“避战溃逃”，胶东战事已经“顺利结束”即分兵轻进，以整编第9师尾9、13纵追向大泽山区；以整编第64师(欠守备诸城的第156旅)由高密向北堵截。
许世友、谭震林针对范汉杰兵团分兵据城、多路出击的态势。决定集中2、9纵歼灭脱离高密、孤军北进的整编第64师于胶河西岸的昌邑县饮马镇地区，以调动继续东进胶东解放区腹地的国军回援，减轻胶东腹地的损失。其兵力部署是:

## 评价
- 中华人民共和国作者王世枚将战役视为中国人民解放军在第二次国共内战中变被动为主动的经典战例，“是人民军队打主动仗、打歼灭战指挥艺术的集中体现”。王世枚认为战役胜利，意味着蒋介石占领胶东解放区，切断山东、东北、华北解放区联系的企图彻底破产[2]。